# Angus Scrimm
Angus Scrimm, pseudoniem van Lawrence Rory Guy, (Kansas City, 19 augustus 1926 – Los Angeles, 9 januari 2016) was een Amerikaans acteur. Zijn pseudoniem was een combinatie van die van een kennis van Guy en het Engelse woord voor een toneelgordijn (scrim).

## Biografie
Guy nam de naam Scrimm aan voor zijn rol als The Tall Man (de lange man) in Phantasm, een personage dat hem een schare cultfans opleverde. Scrimm mat meer dan 190 centimeter en werd in Phantasm met hulpstukken nog groter gemaakt. The Tall Man maakte van hem een regelmatig belicht onderwerp in op horror georiënteerde media, zoals Fangoria. Scrimm was niettemin al vanaf zijn filmdebuut (op zijn 46e) in Sweet Kill (1976) een regelmatig in horrorfilms gecast acteur. Na het verschijnen van de eerste Phantasm-film groeide dit uit tot een bijna exclusief specialisme.
Naast zijn films verscheen Scrimm bij gelegenheid in televisieseries. Zo speelde hij zes afleveringen als Calvin McCullough in Alias en speelde hij eenmalige gastrollen in onder meer Coupling en Freakylinks.
Scrimm overleed in januari 2016 op 89-jarige leeftijd.

## Filmografie
- Phantasm: Ravager (2016)
- Disciples (2014)
- John Dies At the End (2012)
- Satan Hates You (2010)
- I Sell the Dead (2008)
- Red 71 (2008)
- Automatons (2006)
- Robert and Theresa (2006)
- Satanic (2006)
- Masters of Horror - Incident on and Off a Mountain Road (2005)
- The Off Season (2004)
- Legend of the Phantom Rider (2002)
- Alias (2001-2005)
- Bel Air (2000)
- Phantasm IV: Oblivion (1998)
- Fatal Frames (1996)
- Phantasm III: Lord of the Dead (1994)
- Munchie Strikes Back (1994)
- Deadfall (1993)
- Munchie (1992)
- Subspecies (1991)
- Transylvania Twist (1990)
- Mindwarp (1990)
- Phantasm II (1988)
- Chopping Mall (1986)
- The Lost Empire (1985)
- Nightkill (1980)
- Witches' Brew (1980)
- Phantasm (1979)
- Secrets of Three Hungry Wives (1978)
- A Piece of the Action (1977)
- Jim the World's Greatest (1976)
- Scream Bloody Murder (1973)
- Sweet Kill (1973)